# Бернар Рене де Лоне
Бернард Рене Жордан, маркіз де Лоне (фр. Bernard-René Jourdan de Launay 8 або 9 квітня 1740 — 14 липня 1789) — французький маркіз, останній комендант Бастилії. Командував гарнізоном фортеці 14 липня 1789 року під час штурму Бастилії.

## Біографія
У 1776 році він змінив на посту коменданта Бастилії Антуана-Жозефа Жюмільяка. Відповідно до законів і звичаїв Франції того часу він купив посаду коменданта у свого попередника, заплативши суму в 300 000 ліврів. Ця посада вважалася хорошим вкладенням грошей і гарантувала її покупцеві суттєві доходи. Один-два роки перебування на посаді дозволяли повернути вкладені в покупку гроші, а виконання обов'язків не вимагало значних зусиль.
До 1777 року він володів маєтком Бретоньєр, у комуні Гольвіль в Нормандії.
За тринадцять років його перебування на посаді не зазначено нічого примітного, крім помилки, вчиненої 19 грудня 1778 року. Не отримавши наказу згори, він не зробив салюту з гармат на честь народження дочки короля Людовика XVI і королеви Марії-Антуанетти, хоча цього вимагала традиція.

### Останній день

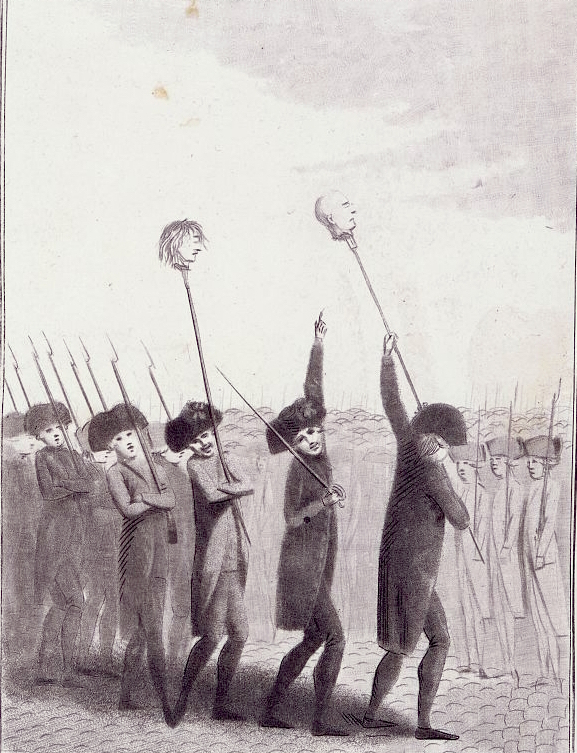
"Така розплата зрадників. "
Гравюра 1789 року. Солдати демонструють голови Жака де Флесселя і маркіза де Лоне на піках.

14 липня 1789 року, під час штурму Бастилії, комендант де Лоне також не отримав наказу з Версаля і був змушений приймати рішення самостійно. В Бастилії сиділо всього сім ув'язнених, але була значна кількість зброї, якою хотіли заволодіти революціонери.
На відміну від коменданта будинку інвалідів, який відразу прийняв вимоги революціонерів, маркіз де Лоне відмовився віддати зброю і порох, за якими, власне, і прийшли революціонери. Однак він обіцяв не стріляти, якщо фортецю не будуть атакувати, і почав переговори з двома делегатами від мерії. Дискусія затяглася і частина натовпу втратила терпіння. Революціонерам вдалося розбити ланцюга підйомного мосту, і натовп увійшов у зовнішній двір фортеці. Після попередження, гарнізон відкрив вогонь з гармат картеччю, що призвело до численних жертв. Облога тривала ще чотири години. В результаті революціонери втратили близько 100 чоловік, а захисники фортеці тільки одного.
У паніці де Лоне погрожував підірвати фортецю і прилеглі околиці. Не отримавши жодного підкріплення, комендант капітулював в обмін на життя для себе і своїх людей. Ці умови були прийняті революціонерами.
Де Лоне був заарештований і в супроводі одного з лідерів повстання, капітана (згодом генерала) П'єра-Огюстена Юлена, відправлений в мерію. На Гревській площі на коменданта напала розлючена юрба. Згідно з деякими свідченнями де Лоне сам спровокував цю розправу, вдаривши ногою в пах людину з натовпу. Де Лоне закололи багнетами і застрілили. Паризький м'ясник Десно ножем відрізав йому голову. Голови де Лоне і Жака де Флесселя насадили на піки і носили вулицями столиці. Де Лоне вважається однією з перших жертв французької революції.